# Mahakī Pol Māhīyat
Mahakī Pol Māhīyat (persiska: مهکی پل ماهیت, Pol Māhīt) är en ort i Iran.   Den ligger i provinsen Kermanshah, i den västra delen av landet, 500 km väster om huvudstaden Teheran. Mahakī Pol Māhīyat ligger 660 meter över havet och antalet invånare är 307.
Terrängen runt Mahakī Pol Māhīyat är varierad. Runt Mahakī Pol Māhīyat är det ganska tätbefolkat, med 155 invånare per kvadratkilometer. Närmaste större samhälle är Sarpol-e Z̄ahāb, 6,7 km väster om Mahakī Pol Māhīyat. Trakten runt Mahakī Pol Māhīyat består till största delen av jordbruksmark.